# جاي إنسلي
جاي روبرت إنسلي (بالإنجليزية: Jay Inslee)‏ (و. 1951  م) هو محام وسياسي أمريكي، شغل منصب حاكم واشنطن منذ عام 2013، وهو عضو في الحزب الديمقراطي، خدم في مجلس النواب الأمريكي من عام 1993 حتى عام 1995 ومن عام 1999 إلى عام 2012 وهو مرشحًا للرئاسة من 1 مارس 2019 إلى 21 أغسطس 2019 في انتخابات عام 2020. أمريكي، ولد في سياتل، هو عضوٌ في الحزب الديمقراطي.

## مناصب
تولى منصب حاكم واشنطن ‏ (منذ 16 يناير 2013)
- عضو مجلس النواب الأمريكي (5 يناير 2011–20 مارس 2012)[3]
- عضو مجلس النواب الأمريكي (6 يناير 2009–3 يناير 2011)[3]
- عضو مجلس النواب الأمريكي (4 يناير 2007–3 يناير 2009)[3]
- عضو مجلس النواب الأمريكي (4 يناير 2005–3 يناير 2007)[3]
- عضو مجلس النواب الأمريكي (7 يناير 2003–3 يناير 2005)[3]
- عضو مجلس النواب الأمريكي (3 يناير 2001–3 يناير 2003)[3]
- عضو مجلس النواب الأمريكي (6 يناير 1999–3 يناير 2001)[3]
- عضو مجلس النواب الأمريكي (5 يناير 1993–3 يناير 1995)[3]
- عضو مجلس النواب الأمريكي (3 يناير 1993–3 يناير 1995)
- عضو مجلس نواب واشنطن ‏ (9 يناير 1989–11 يناير 1993)

.

## التعليم
تعلم في كلية الحقوق بجامعة ويلاميت ‏، وتحصل منها على دكتوراه في القانون (حتى 1976)، وتعلم في جامعة واشنطن، وتحصل منها على بكالوريوس في الفنون (حتى 1972)، وتعلم في Ingraham High School ‏ (حتى 1969)، وتعلم في جامعة ستانفورد (1969–1970)
.

## روابط خارجية
- جاي إنسلي على موقع IMDb (الإنجليزية)
- جاي إنسلي على موقع إن إن دي بي (الإنجليزية)
- جاي إنسلي على موقع قاعدة بيانات الفيلم (الإنجليزية)